# داوران (مجموعه تلویزیونی)
داوران یک مجموعه تلویزیونی محصول سال ۱۳۹۲ به کارگردانی احمد امینی بیژن میرباقری، نویسندگی سعید شاهسواری و تهیه‌کنندگی سعید شاهسواری است که از شبکه دو پخش شد. ابتدا قرار بر این بود که «داوران» به شکل اپیزودیک در ۱۰ قسمت فیلم تلویزیونی ساخته شود که در هر قسمت یک پروندهٔ حقوقی مطرح شود اما بعدها این کار به یک سریال ۱۴ قسمتی تبدیل شد.
به گفتهٔ امینی پنج اپیزود از سریال «داوران» به کارگردانی خودش نیز ساخته شده و دو اپیزود دیگر توسط بیژن میرباقری کارگردانی شده‌است.
متن‌های این مجموعه را جمیله دارالشفایی، اصغر عبداللهی و حمید گرشاسبی بر اساس طرحی از جمال امید به سرپرستی سعید شاهسواری نگاشته‌اند.

## خلاصه داستان
داستان این مجموعه دربارهٔ خانواده‌ای متشکل از داوران و وکلای حقوقی است که در هر قسمت، درگیر پرونده‌ای خاص می‌شوند و اعضای این خانواده چهار نفری، بازیگران ثابت این مجموعه هستند.

## اپیزودها
«آخرین دیدار»، «جایی همین نزدیکی»، «دورترها»، «یک کلمهٔ قشنگ»، «عکس یادگاری»، «مخفیانه» و «روز مبادا» اپیزودهای این مجموعه هستند.

## بازیگران
- مسعود رایگان در نقش جلال داوران
- پریوش نظریه در نقش نوشین داوران
- ایوب آقاخانی در نقش علیرضا داوران

بازیگران مهمان
- سیامک اطلسی
- نگار نیکخواه آزاد
- سینا کرمی
- شهنوش شهباززاده
- مهرداد ضیایی
- لیلی فرهادپور
- رابعه مدنی
- مسعود انتظاری
- رؤیا جاویدنیا
- بابک بیات
- کاظم سیاحی
- شیوا ابراهیمی
- مهدی نوری
- طوفان مهردادیان
- حسین بزرگی